# Pleuronectidae

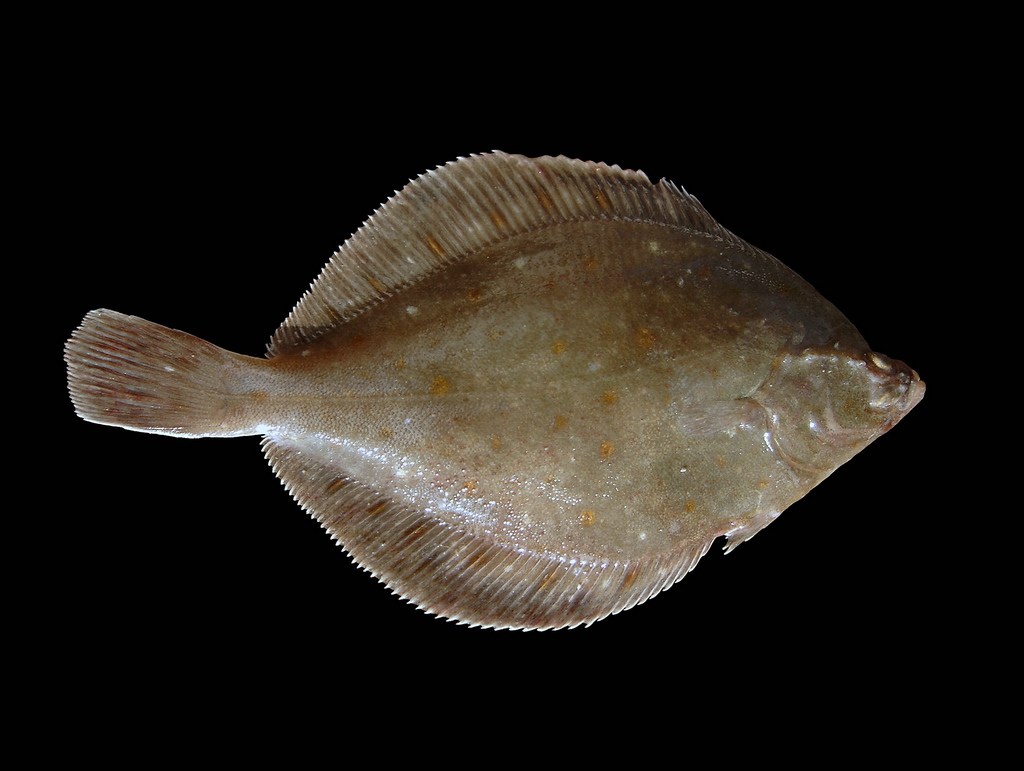
Pleuronectes platessa

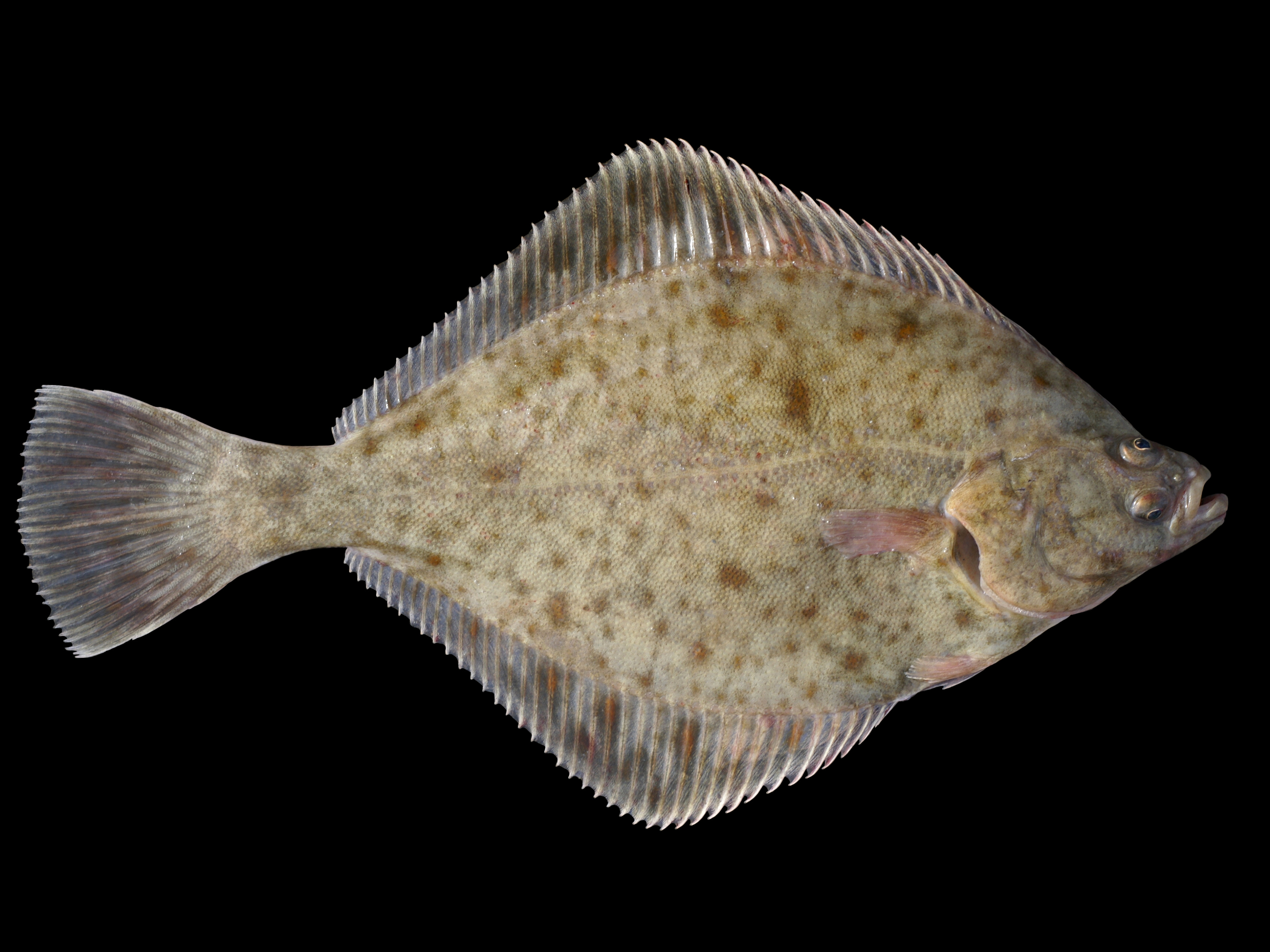
Platichthys flesus

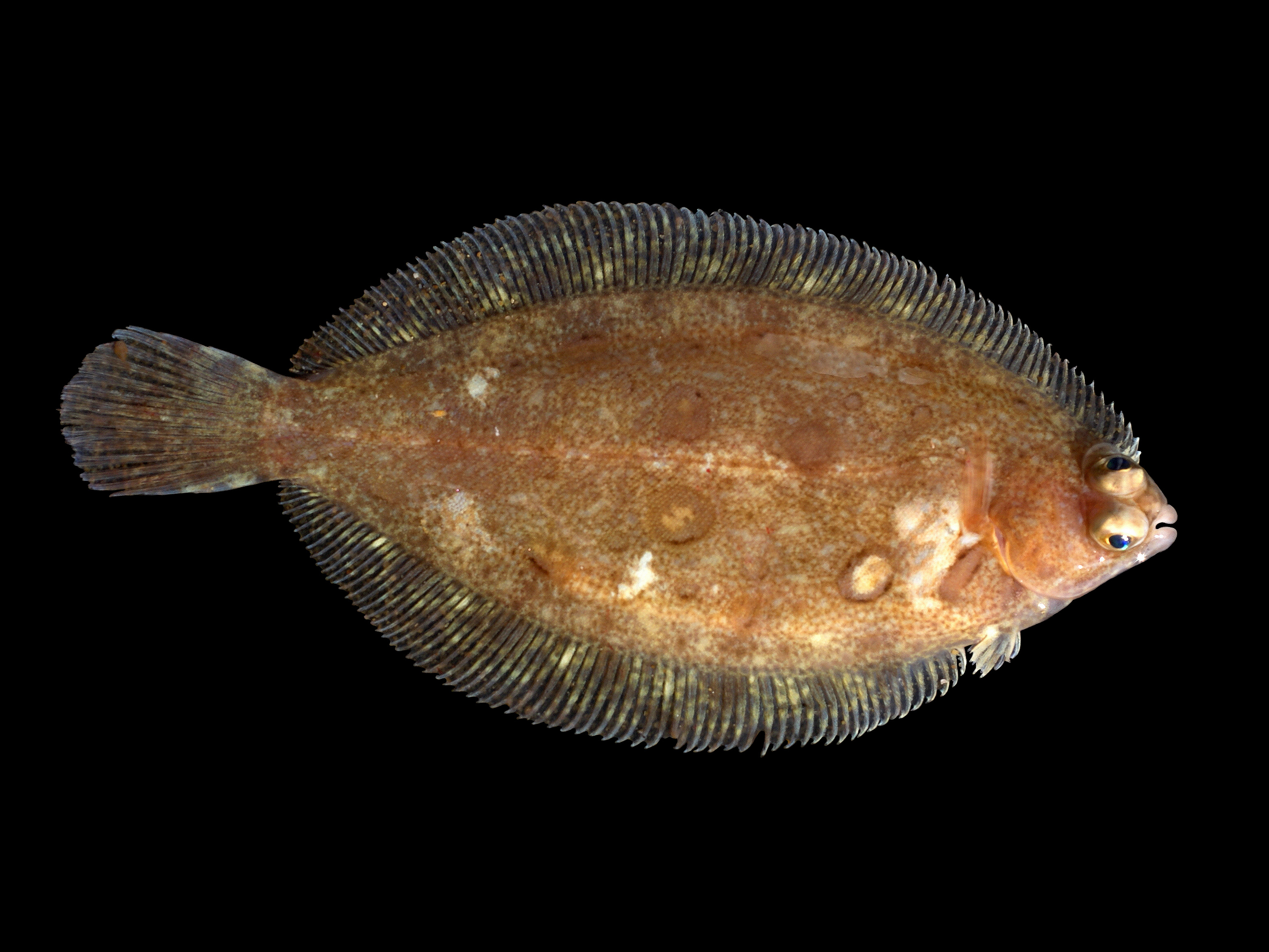
Microstomus kitt

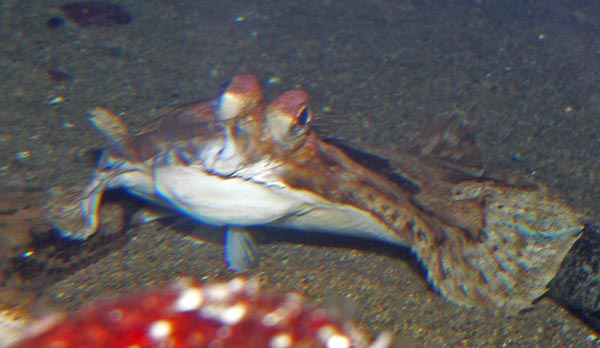
Parophrys vetulus

Las platijas o pleuronéctidos (Pleuronectidae) son una familia de peces incluida en el orden Pleuronectiformes, principalmente marinos aunque con algunas especies de estuarios e incluso de agua de río, distribuidos por todos los océanos. Su nombre procede del griego: pleura (lado) + nekton (nadar). Casi todas las especies tienen importancia pesquera.
Aparecen por primera vez en el registro fósil en el Eoceno inferior, durante el Terciario.

## Morfología
Tienen ambos ojos normalmente en el lado derecho, preopérculo con un margen libre, aletas sin espinas, con la aleta dorsal extendiéndose sobre la cabeza; la vejiga natatoria está ausente en adultos.
El lado que muestran hacia arriba está pigmentado, teniendo la capacidad de realizar espectaculares cambios de color con objeto de confundirse con el fondo marino donde se apoya, llegando incluso a imitar los dibujos de las piedras y otros rasgos.

## Hábitat y reproducción
Son depredadores bentónicos de peces e invertebrados, algunos en fondos de más de 1000 m.
Son desovadores pelágicos con abandono de la puesta; los huevos no tienen depósito de aceite en la yema.

## Sistemática

### ITIS
Según el Sistema Integrado de Información Taxonómica —ITIS—, la familia Pleuronectidae tendría 21 géneros agrupados en 5 subfamilias:
- Subfamilia Eopsettinae:
  - Género Eopsetta (Jordan y Goss en Jordan, 1885)

- Subfamilia Hippoglossinae:
  - Género Clidoderma (Bleeker, 1862)
  - Género Hippoglossus (Cuvier, 1816)
  - Género Reinhardtius (Gill, 1861)
  - Género Verasper (Jordan y Gilbert en Jordan y Evermann, 1898)

- Subfamilia Hippoglossoidinae:
  - Género Acanthopsetta (Schmidt, 1904)
  - Género Cleisthenes (Jordan y Starks, 1904)
  - Género Hippoglossoides (Gottsche, 1835)

- Subfamilia Lyopsettinae:
  - Género Lyopsetta (Jordan y Goss en Jordan, 1885)

- Subfamilia Pleuronectinae:
  - Tribu Isopsettini (Cooper, 1996)
    - Género Isopsetta (Lockington en Jordan y Gilbert, 1883)

  - Tribu Microstomini (Cooper, 1996)
    - Género Dexistes (Jordan y Starks, 1904)
    - Género Glyptocephalus (Gottsche, 1835)
    - Género Lepidopsetta (Gill, 1862)
    - Género Microstomus (Gottsche, 1835)
    - Género Pleuronichthys (Girard, 1854)

  - Tribu Pleuronectini
    - Género Limanda (Gottsche, 1835)
    - Género Parophrys (Günther, 1854)
    - Género Platichthys (Girard, 1854)
    - Género Pleuronectes (Linnaeus, 1758)
    - Género Pseudopleuronectes (Bleeker, 1862)

  - Tribu Psettichthyini (Cooper, 1996)
    - Género Psettichthys (Girard, 1854)

### FishBase
Según el sistema «FishBase», en la familia Pleuronectidae entrarían como subfamilias una serie de taxones que en el sistema ITIS son consideradas familias aparte, más concretamente las subfamilias Paralichthodinae, Poecilopsettinae y Rhombosoleinae, por lo que habría unos 40 géneros y más de 100 especies agrupados en las siguientes 4 subfamilias:
- Subfamilia Paralichthodinae:
  - Género Paralichthodes (Gilchrist 1902)

- Subfamilia Pleuronectinae:
  - Género Acanthopsetta (Schmidt 1904)
  - Género Atheresthes (Jordan y Gilbert 1880)
  - Género Cleisthenes (Jordan y Starks 1904)
  - Género Clidoderma (Bleeker 1862)
  - Género Dexistes (Jordan y Starks 1904)
  - Género Embassichthys (Jordan y Evermann 1896)
  - Género Eopsetta (Jordan y Goss 1885)
  - Género Glyptocephalus (Gottsche 1835)
  - Género Hippoglossoides (Gottsche 1835)
  - Género Hippoglossus (Cuvier 1816)
  - Género Hypsopsetta (Gill 1862)
  - Género Isopsetta (Lockington 1883)
  - Género Kareius (Jordan y Snyder 1900)
  - Género Lepidopsetta (Gill 1862)
  - Género Limanda (Gottsche 1835)
  - Género Liopsetta (Gill 1864)
  - Género Microstomus (Gottsche 1835)
  - Género Parophrys (Girard 1854)
  - Género Platichthys (Girard 1854)
  - Género Pleuronectes (Linnaeus 1758)
  - Género Pleuronichthys (Girard 1854)
  - Género Psettichthys (Girard 1854)
  - Género Pseudopleuronectes (Linnaeus 1758)
  - Género Reinhardtius (Gill 1861)
  - Género Tanakius (Hubbs 1918)
  - Género Verasper (Jordan y Gilbert 1898)

- Subfamilia Poecilopsettinae:
  - Género Marleyella (Fowler 1925)
  - Género Nematops (Günther 1880)
  - Género Poecilopsetta (Günther 1880)

- Subfamilia Rhombosoleinae:
  - Género Ammotretis (Günther 1862)
  - Género Azygopus (Norman 1926)
  - Género Colistium (Norman 1926)
  - Género Oncopterus (Steindachner 1874)
  - Género Pelotretis (Waite 1911)
  - Género Peltorhamphus (Günther 1862)
  - Género Psammodiscus (Günther 1862)
  - Género Rhombosolea (Günther 1862)
  - Género Taratretis (Last 1978)